# Па’а
Па’а (также афа, афанчи, афава, фа’ава, фони, фучака, па’анчи, па’ава, пала, паа; англ. pa’a, afa, afanci, afawa, fa’awa, foni, fucaka, pa’anci, pa’awa, pala, paha; самоназвание: fucaka) — чадский язык, распространённый в центральных районах Нигерии. Входит в группу северные баучи (варджи, па’а-варджи) западночадской языковой ветви.
Численность говорящих — около 8000 человек (1995). Язык бесписьменный.

## О названии
Самоназвание языка па’а — fucaka, самоназвание этнической общности па’а — fuciki (в единственном числе), foni (во множественном числе). Наиболее распространённое название языка «па’а» может произноситься как «паа» (paha). Имеются также такие варианты лингвонима «па’а» как «па’анчи» и «афа». Название этнической общности па’а известно помимо прочего в таких вариантах как «фа’ава» и «афава».

## Классификация
В соответствии с классификацией чадских языков, предложенной американским лингвистом П. Ньюманом, язык па’а входит в группу варджи (северные баучи) (или B.2) подветви баучи-баде западночадской языковой ветви вместе с языками дири, джимбин, кария, мбурку, мия, цагу и  варджи. Эта классификация приведена, в частности, в справочнике языков мира Ethnologue.
В классификации, предложенной в базе данных по языкам мира Glottolog, показаны некоторые особенности генетических связей внутри группы северные баучи, или B.2. Наряду с языком па’а группу западночадских языков B.2 образуют языки аджава, чивогай (цагу), дири, мбурку, сири, зумбун (джимбин) и кластер варджи-гала-кария.
В классификациях афразийских языков чешского лингвиста В. Блажека и британского лингвиста Р. Бленча язык па’а также включается в объединение северные баучи, или варджи, которое сближается в рамках ветви баучи-баде с языками баде-нгизим.
Так, в классификации В. Блажека язык па’а отнесён к подгруппе языков северные баучи наряду с языками варджи, сири, дири, мия, джимбин, мбурку, кария и цагу. Подгруппа северные баучи при этом вместе с подгруппой баде-нгизим образуют в данной классификации одну из двух групп наряду с группой южные баучи, которые входят в свою очередь в одну из двух подветвей западночадской языковой ветви.
В классификации Р. Бленча язык па’а вместе с языками дири, сирзаквай (варджи), кария, мбурку, мия, зумбун (джимбин), сири и чивогай (цагу) отнесён к подгруппе варджи, которая вместе с подгруппой баде образует группу баде-варджи, противопоставленную группе заар, в составе подветви западночадских языков В.
Классификация, в которой язык па’а включается в группу северные баучи, или па’а-варджи, подветви баучи-баде приводится также в работе С. А. Бурлак и С. А. Старостина «Сравнительно-историческое языкознание» и в статье В. Я. Порхомовского «Чадские языки», опубликованной в лингвистическом энциклопедическом словаре.

## Лингвогеография

### Ареал и численность
Область распространения языка па’а размещена в центральной Нигерии на территории штата Баучи — в районах Нинги и Баучи.
Ареал па’а со всех сторон, кроме северо-западной, окружён ареалами близкородственных западночадских языков. На севере к области распространения па’а примыкает ареал языка дири. На западе и юге ареал па’а граничит с ареалом языка хауса, на востоке — с северо-западным анклавом языка сири. На северо-западе к ареалу па’а примыкает ареал бенуэ-конголезского языка группы каинджи куду-чамо.
Численность носителей языка па’а по данным 1971 года составляла 8500 человек, по данным 1977 года — 20 000 человек. Согласно данным справочника Ethnologue, численность говорящих на языке па’а в 1995 году составила 8000 человек. По современным оценкам сайта Joshua Project численность носителей этого языка приближается к 15 000 человек (2017).

### Социолингвистические сведения
Согласно данным сайта Ethnologue, по степени сохранности язык па’а относится к так называемым стабильным, или устойчивым, языкам, поскольку этот язык используется в устном бытовом общении представителями этнической общности па’а всех поколений, включая младшее. Стандартной формы у языка па’а нет. Отмечается процесс постепенного вытеснения па’а из всех сфер использования языком хауса. Как второй язык среди носителей па’а помимо хауса также распространён английский. Большинство представителей этнической общности па’а придерживается традиционных верований, имеются также группы мусульман (19 %) и христиан (5 %).